# Köflach
Köflach je město v rakouské spolkové zemi Štýrsko v okrese Voitsberg. Žije zde přibližně 9 900 obyvatel. Nachází se v oblasti Stubalpe 27 km západně od Štýrského Hradce.

## Historie
Název města pochází ze slov „kovel“ (jeskyně) a „ach“ (potok). První písemná zmínka pochází z roku 1103, v roce 1170 udělil Fridrich I. Barbarossa Köflachu právo pořádat trhy. V roce 1766 zde byla zahájena těžba lignitu. Hospodářský rozvoj podpořilo v roce 1860 zprovoznění železnice Köflacher vedoucí do Štýrského Hradce. V roce 1939 byl Köflach povýšen na město. Proslulá byla výroba lyžařských bot Koflach, která byla v roce 2002 přesunuta do Asie. Hlavním průmyslovým podnikem je tak sklárna Stölzle-Glasgruppe. Rozvoji turistického ruchu napomohlo otevření termálních lázní. Nedaleko města se nachází zámek Piber, proslulý chovem lipicánů. Köflach má kulturní středisko, gymnázium a polytechniku, městské slavnosti se konají 22. července, na svátek patronky farního kostela Marie Magdaleny.

## Části obce Köflach
- Graden (469 obyvatel)
- Gradenberg (627 obyvatel)
- Köflach (4327 obyvatel)
- Piber (482 obyvatel)
- Pichling bei Köflach (3587 obyvatel)
- Puchbach (363 obyvatel)

## Partnerská města
- Giengen an der Brenz, Bádensko-Württembersko, Německo